# Mat

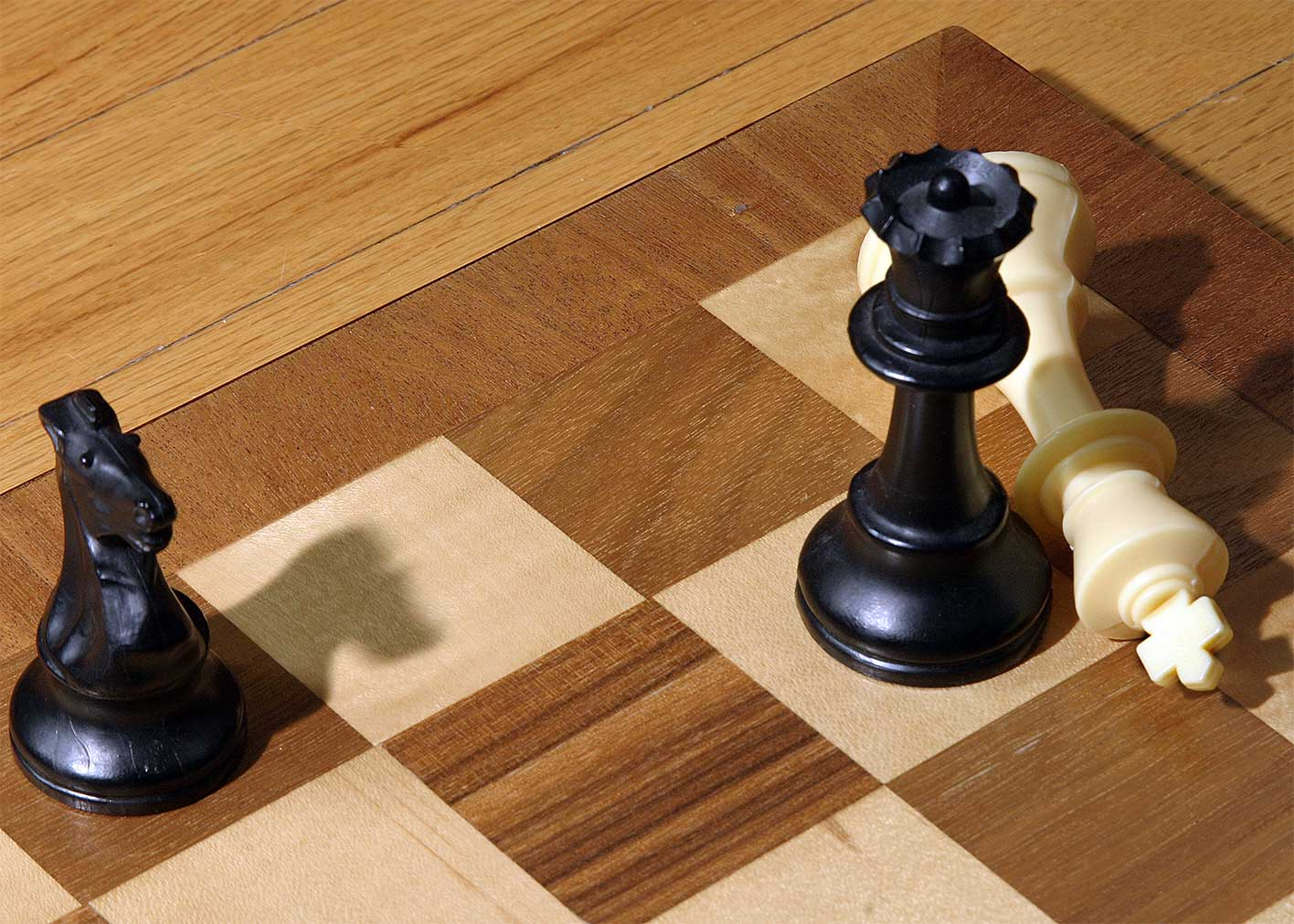
Mat bílému králi

Šach mat, šachmat nebo jen mat je zakončení šachové partie, kdy má hráč šach – ohroženou figuru krále, ze kterého není úniku. Protihráč, který dává mat, partii vyhrává. Označení pochází z perského šáh máta, „král zemřel“.
Matem se rozumí takové ohrožení soupeřova krále, které nelze odvrátit žádným podle pravidel přípustným tahem. V případě, že byl matící tah přípustný, partie ihned končí a hráč, který dal soupeřovu králi mat, automaticky vyhrává. Pokud hráč nemůže táhnout žádnou figurou, ale nemá přímo ohroženého krále (šach), jedná se o pat a partie končí remízou.
V zápisu partie podle šachové notace se mat značí tak, že se za poslední tah napíše znak „#“ nebo slovo „mat“. Dříve se používal pro mat také znak „++“, který se kdysi používal pro ohrožení dámy (garde), ale nyní se používá pro dvojšach.
Jiným zakončením šachové partie je remíza (jež může nastat například patem, dohodou, trojnásobným opakováním tahů a dalšími způsoby) či vzdání se jednoho ze soupeřů. Na závodní úrovni malokterá partie dospěje až do matu. Strana stojící podstatně hůře obvykle uzná, že výsledek partie již nemůže zvrátit, a vzdá se.
Mat lze dát během všech tří fází partie, tedy v průběhu zahájení, střední hry nebo až v koncovce, kdy na šachovnici zbývá několik posledních figur. Nejrychlejší mat lze teoreticky dát již ve druhém tahu s tím, že všechny figury jsou stále na šachovnici (tzv. mat bláznů neboli dětský mat).

## Příklady
|   | a | b | c | d | e | f | g | h |   |
| 8 | a8 černý věž · b8 černý jezdec · c8 černý střelec · e8 černý král · f8 černý střelec · g8 černý jezdec · h8 černý věž · a7 černý pěšec · b7 černý pěšec · c7 černý pěšec · d7 černý pěšec · f7 černý pěšec · g7 černý pěšec · h7 černý pěšec · e5 černý pěšec · g4 bílý pěšec · h4 černý dáma · f3 bílý pěšec · a2 bílý pěšec · b2 bílý pěšec · c2 bílý pěšec · d2 bílý pěšec · e2 bílý pěšec · h2 bílý pěšec · a1 bílý věž · b1 bílý jezdec · c1 bílý střelec · d1 bílý dáma · e1 bílý král · f1 bílý střelec · g1 bílý jezdec · h1 bílý věž | a8 černý věž · b8 černý jezdec · c8 černý střelec · e8 černý král · f8 černý střelec · g8 černý jezdec · h8 černý věž · a7 černý pěšec · b7 černý pěšec · c7 černý pěšec · d7 černý pěšec · f7 černý pěšec · g7 černý pěšec · h7 černý pěšec · e5 černý pěšec · g4 bílý pěšec · h4 černý dáma · f3 bílý pěšec · a2 bílý pěšec · b2 bílý pěšec · c2 bílý pěšec · d2 bílý pěšec · e2 bílý pěšec · h2 bílý pěšec · a1 bílý věž · b1 bílý jezdec · c1 bílý střelec · d1 bílý dáma · e1 bílý král · f1 bílý střelec · g1 bílý jezdec · h1 bílý věž | a8 černý věž · b8 černý jezdec · c8 černý střelec · e8 černý král · f8 černý střelec · g8 černý jezdec · h8 černý věž · a7 černý pěšec · b7 černý pěšec · c7 černý pěšec · d7 černý pěšec · f7 černý pěšec · g7 černý pěšec · h7 černý pěšec · e5 černý pěšec · g4 bílý pěšec · h4 černý dáma · f3 bílý pěšec · a2 bílý pěšec · b2 bílý pěšec · c2 bílý pěšec · d2 bílý pěšec · e2 bílý pěšec · h2 bílý pěšec · a1 bílý věž · b1 bílý jezdec · c1 bílý střelec · d1 bílý dáma · e1 bílý král · f1 bílý střelec · g1 bílý jezdec · h1 bílý věž | a8 černý věž · b8 černý jezdec · c8 černý střelec · e8 černý král · f8 černý střelec · g8 černý jezdec · h8 černý věž · a7 černý pěšec · b7 černý pěšec · c7 černý pěšec · d7 černý pěšec · f7 černý pěšec · g7 černý pěšec · h7 černý pěšec · e5 černý pěšec · g4 bílý pěšec · h4 černý dáma · f3 bílý pěšec · a2 bílý pěšec · b2 bílý pěšec · c2 bílý pěšec · d2 bílý pěšec · e2 bílý pěšec · h2 bílý pěšec · a1 bílý věž · b1 bílý jezdec · c1 bílý střelec · d1 bílý dáma · e1 bílý král · f1 bílý střelec · g1 bílý jezdec · h1 bílý věž | a8 černý věž · b8 černý jezdec · c8 černý střelec · e8 černý král · f8 černý střelec · g8 černý jezdec · h8 černý věž · a7 černý pěšec · b7 černý pěšec · c7 černý pěšec · d7 černý pěšec · f7 černý pěšec · g7 černý pěšec · h7 černý pěšec · e5 černý pěšec · g4 bílý pěšec · h4 černý dáma · f3 bílý pěšec · a2 bílý pěšec · b2 bílý pěšec · c2 bílý pěšec · d2 bílý pěšec · e2 bílý pěšec · h2 bílý pěšec · a1 bílý věž · b1 bílý jezdec · c1 bílý střelec · d1 bílý dáma · e1 bílý král · f1 bílý střelec · g1 bílý jezdec · h1 bílý věž | a8 černý věž · b8 černý jezdec · c8 černý střelec · e8 černý král · f8 černý střelec · g8 černý jezdec · h8 černý věž · a7 černý pěšec · b7 černý pěšec · c7 černý pěšec · d7 černý pěšec · f7 černý pěšec · g7 černý pěšec · h7 černý pěšec · e5 černý pěšec · g4 bílý pěšec · h4 černý dáma · f3 bílý pěšec · a2 bílý pěšec · b2 bílý pěšec · c2 bílý pěšec · d2 bílý pěšec · e2 bílý pěšec · h2 bílý pěšec · a1 bílý věž · b1 bílý jezdec · c1 bílý střelec · d1 bílý dáma · e1 bílý král · f1 bílý střelec · g1 bílý jezdec · h1 bílý věž | a8 černý věž · b8 černý jezdec · c8 černý střelec · e8 černý král · f8 černý střelec · g8 černý jezdec · h8 černý věž · a7 černý pěšec · b7 černý pěšec · c7 černý pěšec · d7 černý pěšec · f7 černý pěšec · g7 černý pěšec · h7 černý pěšec · e5 černý pěšec · g4 bílý pěšec · h4 černý dáma · f3 bílý pěšec · a2 bílý pěšec · b2 bílý pěšec · c2 bílý pěšec · d2 bílý pěšec · e2 bílý pěšec · h2 bílý pěšec · a1 bílý věž · b1 bílý jezdec · c1 bílý střelec · d1 bílý dáma · e1 bílý král · f1 bílý střelec · g1 bílý jezdec · h1 bílý věž | a8 černý věž · b8 černý jezdec · c8 černý střelec · e8 černý král · f8 černý střelec · g8 černý jezdec · h8 černý věž · a7 černý pěšec · b7 černý pěšec · c7 černý pěšec · d7 černý pěšec · f7 černý pěšec · g7 černý pěšec · h7 černý pěšec · e5 černý pěšec · g4 bílý pěšec · h4 černý dáma · f3 bílý pěšec · a2 bílý pěšec · b2 bílý pěšec · c2 bílý pěšec · d2 bílý pěšec · e2 bílý pěšec · h2 bílý pěšec · a1 bílý věž · b1 bílý jezdec · c1 bílý střelec · d1 bílý dáma · e1 bílý král · f1 bílý střelec · g1 bílý jezdec · h1 bílý věž | 8 |
| 7 | a8 černý věž · b8 černý jezdec · c8 černý střelec · e8 černý král · f8 černý střelec · g8 černý jezdec · h8 černý věž · a7 černý pěšec · b7 černý pěšec · c7 černý pěšec · d7 černý pěšec · f7 černý pěšec · g7 černý pěšec · h7 černý pěšec · e5 černý pěšec · g4 bílý pěšec · h4 černý dáma · f3 bílý pěšec · a2 bílý pěšec · b2 bílý pěšec · c2 bílý pěšec · d2 bílý pěšec · e2 bílý pěšec · h2 bílý pěšec · a1 bílý věž · b1 bílý jezdec · c1 bílý střelec · d1 bílý dáma · e1 bílý král · f1 bílý střelec · g1 bílý jezdec · h1 bílý věž | a8 černý věž · b8 černý jezdec · c8 černý střelec · e8 černý král · f8 černý střelec · g8 černý jezdec · h8 černý věž · a7 černý pěšec · b7 černý pěšec · c7 černý pěšec · d7 černý pěšec · f7 černý pěšec · g7 černý pěšec · h7 černý pěšec · e5 černý pěšec · g4 bílý pěšec · h4 černý dáma · f3 bílý pěšec · a2 bílý pěšec · b2 bílý pěšec · c2 bílý pěšec · d2 bílý pěšec · e2 bílý pěšec · h2 bílý pěšec · a1 bílý věž · b1 bílý jezdec · c1 bílý střelec · d1 bílý dáma · e1 bílý král · f1 bílý střelec · g1 bílý jezdec · h1 bílý věž | a8 černý věž · b8 černý jezdec · c8 černý střelec · e8 černý král · f8 černý střelec · g8 černý jezdec · h8 černý věž · a7 černý pěšec · b7 černý pěšec · c7 černý pěšec · d7 černý pěšec · f7 černý pěšec · g7 černý pěšec · h7 černý pěšec · e5 černý pěšec · g4 bílý pěšec · h4 černý dáma · f3 bílý pěšec · a2 bílý pěšec · b2 bílý pěšec · c2 bílý pěšec · d2 bílý pěšec · e2 bílý pěšec · h2 bílý pěšec · a1 bílý věž · b1 bílý jezdec · c1 bílý střelec · d1 bílý dáma · e1 bílý král · f1 bílý střelec · g1 bílý jezdec · h1 bílý věž | a8 černý věž · b8 černý jezdec · c8 černý střelec · e8 černý král · f8 černý střelec · g8 černý jezdec · h8 černý věž · a7 černý pěšec · b7 černý pěšec · c7 černý pěšec · d7 černý pěšec · f7 černý pěšec · g7 černý pěšec · h7 černý pěšec · e5 černý pěšec · g4 bílý pěšec · h4 černý dáma · f3 bílý pěšec · a2 bílý pěšec · b2 bílý pěšec · c2 bílý pěšec · d2 bílý pěšec · e2 bílý pěšec · h2 bílý pěšec · a1 bílý věž · b1 bílý jezdec · c1 bílý střelec · d1 bílý dáma · e1 bílý král · f1 bílý střelec · g1 bílý jezdec · h1 bílý věž | a8 černý věž · b8 černý jezdec · c8 černý střelec · e8 černý král · f8 černý střelec · g8 černý jezdec · h8 černý věž · a7 černý pěšec · b7 černý pěšec · c7 černý pěšec · d7 černý pěšec · f7 černý pěšec · g7 černý pěšec · h7 černý pěšec · e5 černý pěšec · g4 bílý pěšec · h4 černý dáma · f3 bílý pěšec · a2 bílý pěšec · b2 bílý pěšec · c2 bílý pěšec · d2 bílý pěšec · e2 bílý pěšec · h2 bílý pěšec · a1 bílý věž · b1 bílý jezdec · c1 bílý střelec · d1 bílý dáma · e1 bílý král · f1 bílý střelec · g1 bílý jezdec · h1 bílý věž | a8 černý věž · b8 černý jezdec · c8 černý střelec · e8 černý král · f8 černý střelec · g8 černý jezdec · h8 černý věž · a7 černý pěšec · b7 černý pěšec · c7 černý pěšec · d7 černý pěšec · f7 černý pěšec · g7 černý pěšec · h7 černý pěšec · e5 černý pěšec · g4 bílý pěšec · h4 černý dáma · f3 bílý pěšec · a2 bílý pěšec · b2 bílý pěšec · c2 bílý pěšec · d2 bílý pěšec · e2 bílý pěšec · h2 bílý pěšec · a1 bílý věž · b1 bílý jezdec · c1 bílý střelec · d1 bílý dáma · e1 bílý král · f1 bílý střelec · g1 bílý jezdec · h1 bílý věž | a8 černý věž · b8 černý jezdec · c8 černý střelec · e8 černý král · f8 černý střelec · g8 černý jezdec · h8 černý věž · a7 černý pěšec · b7 černý pěšec · c7 černý pěšec · d7 černý pěšec · f7 černý pěšec · g7 černý pěšec · h7 černý pěšec · e5 černý pěšec · g4 bílý pěšec · h4 černý dáma · f3 bílý pěšec · a2 bílý pěšec · b2 bílý pěšec · c2 bílý pěšec · d2 bílý pěšec · e2 bílý pěšec · h2 bílý pěšec · a1 bílý věž · b1 bílý jezdec · c1 bílý střelec · d1 bílý dáma · e1 bílý král · f1 bílý střelec · g1 bílý jezdec · h1 bílý věž | a8 černý věž · b8 černý jezdec · c8 černý střelec · e8 černý král · f8 černý střelec · g8 černý jezdec · h8 černý věž · a7 černý pěšec · b7 černý pěšec · c7 černý pěšec · d7 černý pěšec · f7 černý pěšec · g7 černý pěšec · h7 černý pěšec · e5 černý pěšec · g4 bílý pěšec · h4 černý dáma · f3 bílý pěšec · a2 bílý pěšec · b2 bílý pěšec · c2 bílý pěšec · d2 bílý pěšec · e2 bílý pěšec · h2 bílý pěšec · a1 bílý věž · b1 bílý jezdec · c1 bílý střelec · d1 bílý dáma · e1 bílý král · f1 bílý střelec · g1 bílý jezdec · h1 bílý věž | 7 |
| 6 | a8 černý věž · b8 černý jezdec · c8 černý střelec · e8 černý král · f8 černý střelec · g8 černý jezdec · h8 černý věž · a7 černý pěšec · b7 černý pěšec · c7 černý pěšec · d7 černý pěšec · f7 černý pěšec · g7 černý pěšec · h7 černý pěšec · e5 černý pěšec · g4 bílý pěšec · h4 černý dáma · f3 bílý pěšec · a2 bílý pěšec · b2 bílý pěšec · c2 bílý pěšec · d2 bílý pěšec · e2 bílý pěšec · h2 bílý pěšec · a1 bílý věž · b1 bílý jezdec · c1 bílý střelec · d1 bílý dáma · e1 bílý král · f1 bílý střelec · g1 bílý jezdec · h1 bílý věž | a8 černý věž · b8 černý jezdec · c8 černý střelec · e8 černý král · f8 černý střelec · g8 černý jezdec · h8 černý věž · a7 černý pěšec · b7 černý pěšec · c7 černý pěšec · d7 černý pěšec · f7 černý pěšec · g7 černý pěšec · h7 černý pěšec · e5 černý pěšec · g4 bílý pěšec · h4 černý dáma · f3 bílý pěšec · a2 bílý pěšec · b2 bílý pěšec · c2 bílý pěšec · d2 bílý pěšec · e2 bílý pěšec · h2 bílý pěšec · a1 bílý věž · b1 bílý jezdec · c1 bílý střelec · d1 bílý dáma · e1 bílý král · f1 bílý střelec · g1 bílý jezdec · h1 bílý věž | a8 černý věž · b8 černý jezdec · c8 černý střelec · e8 černý král · f8 černý střelec · g8 černý jezdec · h8 černý věž · a7 černý pěšec · b7 černý pěšec · c7 černý pěšec · d7 černý pěšec · f7 černý pěšec · g7 černý pěšec · h7 černý pěšec · e5 černý pěšec · g4 bílý pěšec · h4 černý dáma · f3 bílý pěšec · a2 bílý pěšec · b2 bílý pěšec · c2 bílý pěšec · d2 bílý pěšec · e2 bílý pěšec · h2 bílý pěšec · a1 bílý věž · b1 bílý jezdec · c1 bílý střelec · d1 bílý dáma · e1 bílý král · f1 bílý střelec · g1 bílý jezdec · h1 bílý věž | a8 černý věž · b8 černý jezdec · c8 černý střelec · e8 černý král · f8 černý střelec · g8 černý jezdec · h8 černý věž · a7 černý pěšec · b7 černý pěšec · c7 černý pěšec · d7 černý pěšec · f7 černý pěšec · g7 černý pěšec · h7 černý pěšec · e5 černý pěšec · g4 bílý pěšec · h4 černý dáma · f3 bílý pěšec · a2 bílý pěšec · b2 bílý pěšec · c2 bílý pěšec · d2 bílý pěšec · e2 bílý pěšec · h2 bílý pěšec · a1 bílý věž · b1 bílý jezdec · c1 bílý střelec · d1 bílý dáma · e1 bílý král · f1 bílý střelec · g1 bílý jezdec · h1 bílý věž | a8 černý věž · b8 černý jezdec · c8 černý střelec · e8 černý král · f8 černý střelec · g8 černý jezdec · h8 černý věž · a7 černý pěšec · b7 černý pěšec · c7 černý pěšec · d7 černý pěšec · f7 černý pěšec · g7 černý pěšec · h7 černý pěšec · e5 černý pěšec · g4 bílý pěšec · h4 černý dáma · f3 bílý pěšec · a2 bílý pěšec · b2 bílý pěšec · c2 bílý pěšec · d2 bílý pěšec · e2 bílý pěšec · h2 bílý pěšec · a1 bílý věž · b1 bílý jezdec · c1 bílý střelec · d1 bílý dáma · e1 bílý král · f1 bílý střelec · g1 bílý jezdec · h1 bílý věž | a8 černý věž · b8 černý jezdec · c8 černý střelec · e8 černý král · f8 černý střelec · g8 černý jezdec · h8 černý věž · a7 černý pěšec · b7 černý pěšec · c7 černý pěšec · d7 černý pěšec · f7 černý pěšec · g7 černý pěšec · h7 černý pěšec · e5 černý pěšec · g4 bílý pěšec · h4 černý dáma · f3 bílý pěšec · a2 bílý pěšec · b2 bílý pěšec · c2 bílý pěšec · d2 bílý pěšec · e2 bílý pěšec · h2 bílý pěšec · a1 bílý věž · b1 bílý jezdec · c1 bílý střelec · d1 bílý dáma · e1 bílý král · f1 bílý střelec · g1 bílý jezdec · h1 bílý věž | a8 černý věž · b8 černý jezdec · c8 černý střelec · e8 černý král · f8 černý střelec · g8 černý jezdec · h8 černý věž · a7 černý pěšec · b7 černý pěšec · c7 černý pěšec · d7 černý pěšec · f7 černý pěšec · g7 černý pěšec · h7 černý pěšec · e5 černý pěšec · g4 bílý pěšec · h4 černý dáma · f3 bílý pěšec · a2 bílý pěšec · b2 bílý pěšec · c2 bílý pěšec · d2 bílý pěšec · e2 bílý pěšec · h2 bílý pěšec · a1 bílý věž · b1 bílý jezdec · c1 bílý střelec · d1 bílý dáma · e1 bílý král · f1 bílý střelec · g1 bílý jezdec · h1 bílý věž | a8 černý věž · b8 černý jezdec · c8 černý střelec · e8 černý král · f8 černý střelec · g8 černý jezdec · h8 černý věž · a7 černý pěšec · b7 černý pěšec · c7 černý pěšec · d7 černý pěšec · f7 černý pěšec · g7 černý pěšec · h7 černý pěšec · e5 černý pěšec · g4 bílý pěšec · h4 černý dáma · f3 bílý pěšec · a2 bílý pěšec · b2 bílý pěšec · c2 bílý pěšec · d2 bílý pěšec · e2 bílý pěšec · h2 bílý pěšec · a1 bílý věž · b1 bílý jezdec · c1 bílý střelec · d1 bílý dáma · e1 bílý král · f1 bílý střelec · g1 bílý jezdec · h1 bílý věž | 6 |
| 5 | a8 černý věž · b8 černý jezdec · c8 černý střelec · e8 černý král · f8 černý střelec · g8 černý jezdec · h8 černý věž · a7 černý pěšec · b7 černý pěšec · c7 černý pěšec · d7 černý pěšec · f7 černý pěšec · g7 černý pěšec · h7 černý pěšec · e5 černý pěšec · g4 bílý pěšec · h4 černý dáma · f3 bílý pěšec · a2 bílý pěšec · b2 bílý pěšec · c2 bílý pěšec · d2 bílý pěšec · e2 bílý pěšec · h2 bílý pěšec · a1 bílý věž · b1 bílý jezdec · c1 bílý střelec · d1 bílý dáma · e1 bílý král · f1 bílý střelec · g1 bílý jezdec · h1 bílý věž | a8 černý věž · b8 černý jezdec · c8 černý střelec · e8 černý král · f8 černý střelec · g8 černý jezdec · h8 černý věž · a7 černý pěšec · b7 černý pěšec · c7 černý pěšec · d7 černý pěšec · f7 černý pěšec · g7 černý pěšec · h7 černý pěšec · e5 černý pěšec · g4 bílý pěšec · h4 černý dáma · f3 bílý pěšec · a2 bílý pěšec · b2 bílý pěšec · c2 bílý pěšec · d2 bílý pěšec · e2 bílý pěšec · h2 bílý pěšec · a1 bílý věž · b1 bílý jezdec · c1 bílý střelec · d1 bílý dáma · e1 bílý král · f1 bílý střelec · g1 bílý jezdec · h1 bílý věž | a8 černý věž · b8 černý jezdec · c8 černý střelec · e8 černý král · f8 černý střelec · g8 černý jezdec · h8 černý věž · a7 černý pěšec · b7 černý pěšec · c7 černý pěšec · d7 černý pěšec · f7 černý pěšec · g7 černý pěšec · h7 černý pěšec · e5 černý pěšec · g4 bílý pěšec · h4 černý dáma · f3 bílý pěšec · a2 bílý pěšec · b2 bílý pěšec · c2 bílý pěšec · d2 bílý pěšec · e2 bílý pěšec · h2 bílý pěšec · a1 bílý věž · b1 bílý jezdec · c1 bílý střelec · d1 bílý dáma · e1 bílý král · f1 bílý střelec · g1 bílý jezdec · h1 bílý věž | a8 černý věž · b8 černý jezdec · c8 černý střelec · e8 černý král · f8 černý střelec · g8 černý jezdec · h8 černý věž · a7 černý pěšec · b7 černý pěšec · c7 černý pěšec · d7 černý pěšec · f7 černý pěšec · g7 černý pěšec · h7 černý pěšec · e5 černý pěšec · g4 bílý pěšec · h4 černý dáma · f3 bílý pěšec · a2 bílý pěšec · b2 bílý pěšec · c2 bílý pěšec · d2 bílý pěšec · e2 bílý pěšec · h2 bílý pěšec · a1 bílý věž · b1 bílý jezdec · c1 bílý střelec · d1 bílý dáma · e1 bílý král · f1 bílý střelec · g1 bílý jezdec · h1 bílý věž | a8 černý věž · b8 černý jezdec · c8 černý střelec · e8 černý král · f8 černý střelec · g8 černý jezdec · h8 černý věž · a7 černý pěšec · b7 černý pěšec · c7 černý pěšec · d7 černý pěšec · f7 černý pěšec · g7 černý pěšec · h7 černý pěšec · e5 černý pěšec · g4 bílý pěšec · h4 černý dáma · f3 bílý pěšec · a2 bílý pěšec · b2 bílý pěšec · c2 bílý pěšec · d2 bílý pěšec · e2 bílý pěšec · h2 bílý pěšec · a1 bílý věž · b1 bílý jezdec · c1 bílý střelec · d1 bílý dáma · e1 bílý král · f1 bílý střelec · g1 bílý jezdec · h1 bílý věž | a8 černý věž · b8 černý jezdec · c8 černý střelec · e8 černý král · f8 černý střelec · g8 černý jezdec · h8 černý věž · a7 černý pěšec · b7 černý pěšec · c7 černý pěšec · d7 černý pěšec · f7 černý pěšec · g7 černý pěšec · h7 černý pěšec · e5 černý pěšec · g4 bílý pěšec · h4 černý dáma · f3 bílý pěšec · a2 bílý pěšec · b2 bílý pěšec · c2 bílý pěšec · d2 bílý pěšec · e2 bílý pěšec · h2 bílý pěšec · a1 bílý věž · b1 bílý jezdec · c1 bílý střelec · d1 bílý dáma · e1 bílý král · f1 bílý střelec · g1 bílý jezdec · h1 bílý věž | a8 černý věž · b8 černý jezdec · c8 černý střelec · e8 černý král · f8 černý střelec · g8 černý jezdec · h8 černý věž · a7 černý pěšec · b7 černý pěšec · c7 černý pěšec · d7 černý pěšec · f7 černý pěšec · g7 černý pěšec · h7 černý pěšec · e5 černý pěšec · g4 bílý pěšec · h4 černý dáma · f3 bílý pěšec · a2 bílý pěšec · b2 bílý pěšec · c2 bílý pěšec · d2 bílý pěšec · e2 bílý pěšec · h2 bílý pěšec · a1 bílý věž · b1 bílý jezdec · c1 bílý střelec · d1 bílý dáma · e1 bílý král · f1 bílý střelec · g1 bílý jezdec · h1 bílý věž | a8 černý věž · b8 černý jezdec · c8 černý střelec · e8 černý král · f8 černý střelec · g8 černý jezdec · h8 černý věž · a7 černý pěšec · b7 černý pěšec · c7 černý pěšec · d7 černý pěšec · f7 černý pěšec · g7 černý pěšec · h7 černý pěšec · e5 černý pěšec · g4 bílý pěšec · h4 černý dáma · f3 bílý pěšec · a2 bílý pěšec · b2 bílý pěšec · c2 bílý pěšec · d2 bílý pěšec · e2 bílý pěšec · h2 bílý pěšec · a1 bílý věž · b1 bílý jezdec · c1 bílý střelec · d1 bílý dáma · e1 bílý král · f1 bílý střelec · g1 bílý jezdec · h1 bílý věž | 5 |
| 4 | a8 černý věž · b8 černý jezdec · c8 černý střelec · e8 černý král · f8 černý střelec · g8 černý jezdec · h8 černý věž · a7 černý pěšec · b7 černý pěšec · c7 černý pěšec · d7 černý pěšec · f7 černý pěšec · g7 černý pěšec · h7 černý pěšec · e5 černý pěšec · g4 bílý pěšec · h4 černý dáma · f3 bílý pěšec · a2 bílý pěšec · b2 bílý pěšec · c2 bílý pěšec · d2 bílý pěšec · e2 bílý pěšec · h2 bílý pěšec · a1 bílý věž · b1 bílý jezdec · c1 bílý střelec · d1 bílý dáma · e1 bílý král · f1 bílý střelec · g1 bílý jezdec · h1 bílý věž | a8 černý věž · b8 černý jezdec · c8 černý střelec · e8 černý král · f8 černý střelec · g8 černý jezdec · h8 černý věž · a7 černý pěšec · b7 černý pěšec · c7 černý pěšec · d7 černý pěšec · f7 černý pěšec · g7 černý pěšec · h7 černý pěšec · e5 černý pěšec · g4 bílý pěšec · h4 černý dáma · f3 bílý pěšec · a2 bílý pěšec · b2 bílý pěšec · c2 bílý pěšec · d2 bílý pěšec · e2 bílý pěšec · h2 bílý pěšec · a1 bílý věž · b1 bílý jezdec · c1 bílý střelec · d1 bílý dáma · e1 bílý král · f1 bílý střelec · g1 bílý jezdec · h1 bílý věž | a8 černý věž · b8 černý jezdec · c8 černý střelec · e8 černý král · f8 černý střelec · g8 černý jezdec · h8 černý věž · a7 černý pěšec · b7 černý pěšec · c7 černý pěšec · d7 černý pěšec · f7 černý pěšec · g7 černý pěšec · h7 černý pěšec · e5 černý pěšec · g4 bílý pěšec · h4 černý dáma · f3 bílý pěšec · a2 bílý pěšec · b2 bílý pěšec · c2 bílý pěšec · d2 bílý pěšec · e2 bílý pěšec · h2 bílý pěšec · a1 bílý věž · b1 bílý jezdec · c1 bílý střelec · d1 bílý dáma · e1 bílý král · f1 bílý střelec · g1 bílý jezdec · h1 bílý věž | a8 černý věž · b8 černý jezdec · c8 černý střelec · e8 černý král · f8 černý střelec · g8 černý jezdec · h8 černý věž · a7 černý pěšec · b7 černý pěšec · c7 černý pěšec · d7 černý pěšec · f7 černý pěšec · g7 černý pěšec · h7 černý pěšec · e5 černý pěšec · g4 bílý pěšec · h4 černý dáma · f3 bílý pěšec · a2 bílý pěšec · b2 bílý pěšec · c2 bílý pěšec · d2 bílý pěšec · e2 bílý pěšec · h2 bílý pěšec · a1 bílý věž · b1 bílý jezdec · c1 bílý střelec · d1 bílý dáma · e1 bílý král · f1 bílý střelec · g1 bílý jezdec · h1 bílý věž | a8 černý věž · b8 černý jezdec · c8 černý střelec · e8 černý král · f8 černý střelec · g8 černý jezdec · h8 černý věž · a7 černý pěšec · b7 černý pěšec · c7 černý pěšec · d7 černý pěšec · f7 černý pěšec · g7 černý pěšec · h7 černý pěšec · e5 černý pěšec · g4 bílý pěšec · h4 černý dáma · f3 bílý pěšec · a2 bílý pěšec · b2 bílý pěšec · c2 bílý pěšec · d2 bílý pěšec · e2 bílý pěšec · h2 bílý pěšec · a1 bílý věž · b1 bílý jezdec · c1 bílý střelec · d1 bílý dáma · e1 bílý král · f1 bílý střelec · g1 bílý jezdec · h1 bílý věž | a8 černý věž · b8 černý jezdec · c8 černý střelec · e8 černý král · f8 černý střelec · g8 černý jezdec · h8 černý věž · a7 černý pěšec · b7 černý pěšec · c7 černý pěšec · d7 černý pěšec · f7 černý pěšec · g7 černý pěšec · h7 černý pěšec · e5 černý pěšec · g4 bílý pěšec · h4 černý dáma · f3 bílý pěšec · a2 bílý pěšec · b2 bílý pěšec · c2 bílý pěšec · d2 bílý pěšec · e2 bílý pěšec · h2 bílý pěšec · a1 bílý věž · b1 bílý jezdec · c1 bílý střelec · d1 bílý dáma · e1 bílý král · f1 bílý střelec · g1 bílý jezdec · h1 bílý věž | a8 černý věž · b8 černý jezdec · c8 černý střelec · e8 černý král · f8 černý střelec · g8 černý jezdec · h8 černý věž · a7 černý pěšec · b7 černý pěšec · c7 černý pěšec · d7 černý pěšec · f7 černý pěšec · g7 černý pěšec · h7 černý pěšec · e5 černý pěšec · g4 bílý pěšec · h4 černý dáma · f3 bílý pěšec · a2 bílý pěšec · b2 bílý pěšec · c2 bílý pěšec · d2 bílý pěšec · e2 bílý pěšec · h2 bílý pěšec · a1 bílý věž · b1 bílý jezdec · c1 bílý střelec · d1 bílý dáma · e1 bílý král · f1 bílý střelec · g1 bílý jezdec · h1 bílý věž | a8 černý věž · b8 černý jezdec · c8 černý střelec · e8 černý král · f8 černý střelec · g8 černý jezdec · h8 černý věž · a7 černý pěšec · b7 černý pěšec · c7 černý pěšec · d7 černý pěšec · f7 černý pěšec · g7 černý pěšec · h7 černý pěšec · e5 černý pěšec · g4 bílý pěšec · h4 černý dáma · f3 bílý pěšec · a2 bílý pěšec · b2 bílý pěšec · c2 bílý pěšec · d2 bílý pěšec · e2 bílý pěšec · h2 bílý pěšec · a1 bílý věž · b1 bílý jezdec · c1 bílý střelec · d1 bílý dáma · e1 bílý král · f1 bílý střelec · g1 bílý jezdec · h1 bílý věž | 4 |
| 3 | a8 černý věž · b8 černý jezdec · c8 černý střelec · e8 černý král · f8 černý střelec · g8 černý jezdec · h8 černý věž · a7 černý pěšec · b7 černý pěšec · c7 černý pěšec · d7 černý pěšec · f7 černý pěšec · g7 černý pěšec · h7 černý pěšec · e5 černý pěšec · g4 bílý pěšec · h4 černý dáma · f3 bílý pěšec · a2 bílý pěšec · b2 bílý pěšec · c2 bílý pěšec · d2 bílý pěšec · e2 bílý pěšec · h2 bílý pěšec · a1 bílý věž · b1 bílý jezdec · c1 bílý střelec · d1 bílý dáma · e1 bílý král · f1 bílý střelec · g1 bílý jezdec · h1 bílý věž | a8 černý věž · b8 černý jezdec · c8 černý střelec · e8 černý král · f8 černý střelec · g8 černý jezdec · h8 černý věž · a7 černý pěšec · b7 černý pěšec · c7 černý pěšec · d7 černý pěšec · f7 černý pěšec · g7 černý pěšec · h7 černý pěšec · e5 černý pěšec · g4 bílý pěšec · h4 černý dáma · f3 bílý pěšec · a2 bílý pěšec · b2 bílý pěšec · c2 bílý pěšec · d2 bílý pěšec · e2 bílý pěšec · h2 bílý pěšec · a1 bílý věž · b1 bílý jezdec · c1 bílý střelec · d1 bílý dáma · e1 bílý král · f1 bílý střelec · g1 bílý jezdec · h1 bílý věž | a8 černý věž · b8 černý jezdec · c8 černý střelec · e8 černý král · f8 černý střelec · g8 černý jezdec · h8 černý věž · a7 černý pěšec · b7 černý pěšec · c7 černý pěšec · d7 černý pěšec · f7 černý pěšec · g7 černý pěšec · h7 černý pěšec · e5 černý pěšec · g4 bílý pěšec · h4 černý dáma · f3 bílý pěšec · a2 bílý pěšec · b2 bílý pěšec · c2 bílý pěšec · d2 bílý pěšec · e2 bílý pěšec · h2 bílý pěšec · a1 bílý věž · b1 bílý jezdec · c1 bílý střelec · d1 bílý dáma · e1 bílý král · f1 bílý střelec · g1 bílý jezdec · h1 bílý věž | a8 černý věž · b8 černý jezdec · c8 černý střelec · e8 černý král · f8 černý střelec · g8 černý jezdec · h8 černý věž · a7 černý pěšec · b7 černý pěšec · c7 černý pěšec · d7 černý pěšec · f7 černý pěšec · g7 černý pěšec · h7 černý pěšec · e5 černý pěšec · g4 bílý pěšec · h4 černý dáma · f3 bílý pěšec · a2 bílý pěšec · b2 bílý pěšec · c2 bílý pěšec · d2 bílý pěšec · e2 bílý pěšec · h2 bílý pěšec · a1 bílý věž · b1 bílý jezdec · c1 bílý střelec · d1 bílý dáma · e1 bílý král · f1 bílý střelec · g1 bílý jezdec · h1 bílý věž | a8 černý věž · b8 černý jezdec · c8 černý střelec · e8 černý král · f8 černý střelec · g8 černý jezdec · h8 černý věž · a7 černý pěšec · b7 černý pěšec · c7 černý pěšec · d7 černý pěšec · f7 černý pěšec · g7 černý pěšec · h7 černý pěšec · e5 černý pěšec · g4 bílý pěšec · h4 černý dáma · f3 bílý pěšec · a2 bílý pěšec · b2 bílý pěšec · c2 bílý pěšec · d2 bílý pěšec · e2 bílý pěšec · h2 bílý pěšec · a1 bílý věž · b1 bílý jezdec · c1 bílý střelec · d1 bílý dáma · e1 bílý král · f1 bílý střelec · g1 bílý jezdec · h1 bílý věž | a8 černý věž · b8 černý jezdec · c8 černý střelec · e8 černý král · f8 černý střelec · g8 černý jezdec · h8 černý věž · a7 černý pěšec · b7 černý pěšec · c7 černý pěšec · d7 černý pěšec · f7 černý pěšec · g7 černý pěšec · h7 černý pěšec · e5 černý pěšec · g4 bílý pěšec · h4 černý dáma · f3 bílý pěšec · a2 bílý pěšec · b2 bílý pěšec · c2 bílý pěšec · d2 bílý pěšec · e2 bílý pěšec · h2 bílý pěšec · a1 bílý věž · b1 bílý jezdec · c1 bílý střelec · d1 bílý dáma · e1 bílý král · f1 bílý střelec · g1 bílý jezdec · h1 bílý věž | a8 černý věž · b8 černý jezdec · c8 černý střelec · e8 černý král · f8 černý střelec · g8 černý jezdec · h8 černý věž · a7 černý pěšec · b7 černý pěšec · c7 černý pěšec · d7 černý pěšec · f7 černý pěšec · g7 černý pěšec · h7 černý pěšec · e5 černý pěšec · g4 bílý pěšec · h4 černý dáma · f3 bílý pěšec · a2 bílý pěšec · b2 bílý pěšec · c2 bílý pěšec · d2 bílý pěšec · e2 bílý pěšec · h2 bílý pěšec · a1 bílý věž · b1 bílý jezdec · c1 bílý střelec · d1 bílý dáma · e1 bílý král · f1 bílý střelec · g1 bílý jezdec · h1 bílý věž | a8 černý věž · b8 černý jezdec · c8 černý střelec · e8 černý král · f8 černý střelec · g8 černý jezdec · h8 černý věž · a7 černý pěšec · b7 černý pěšec · c7 černý pěšec · d7 černý pěšec · f7 černý pěšec · g7 černý pěšec · h7 černý pěšec · e5 černý pěšec · g4 bílý pěšec · h4 černý dáma · f3 bílý pěšec · a2 bílý pěšec · b2 bílý pěšec · c2 bílý pěšec · d2 bílý pěšec · e2 bílý pěšec · h2 bílý pěšec · a1 bílý věž · b1 bílý jezdec · c1 bílý střelec · d1 bílý dáma · e1 bílý král · f1 bílý střelec · g1 bílý jezdec · h1 bílý věž | 3 |
| 2 | a8 černý věž · b8 černý jezdec · c8 černý střelec · e8 černý král · f8 černý střelec · g8 černý jezdec · h8 černý věž · a7 černý pěšec · b7 černý pěšec · c7 černý pěšec · d7 černý pěšec · f7 černý pěšec · g7 černý pěšec · h7 černý pěšec · e5 černý pěšec · g4 bílý pěšec · h4 černý dáma · f3 bílý pěšec · a2 bílý pěšec · b2 bílý pěšec · c2 bílý pěšec · d2 bílý pěšec · e2 bílý pěšec · h2 bílý pěšec · a1 bílý věž · b1 bílý jezdec · c1 bílý střelec · d1 bílý dáma · e1 bílý král · f1 bílý střelec · g1 bílý jezdec · h1 bílý věž | a8 černý věž · b8 černý jezdec · c8 černý střelec · e8 černý král · f8 černý střelec · g8 černý jezdec · h8 černý věž · a7 černý pěšec · b7 černý pěšec · c7 černý pěšec · d7 černý pěšec · f7 černý pěšec · g7 černý pěšec · h7 černý pěšec · e5 černý pěšec · g4 bílý pěšec · h4 černý dáma · f3 bílý pěšec · a2 bílý pěšec · b2 bílý pěšec · c2 bílý pěšec · d2 bílý pěšec · e2 bílý pěšec · h2 bílý pěšec · a1 bílý věž · b1 bílý jezdec · c1 bílý střelec · d1 bílý dáma · e1 bílý král · f1 bílý střelec · g1 bílý jezdec · h1 bílý věž | a8 černý věž · b8 černý jezdec · c8 černý střelec · e8 černý král · f8 černý střelec · g8 černý jezdec · h8 černý věž · a7 černý pěšec · b7 černý pěšec · c7 černý pěšec · d7 černý pěšec · f7 černý pěšec · g7 černý pěšec · h7 černý pěšec · e5 černý pěšec · g4 bílý pěšec · h4 černý dáma · f3 bílý pěšec · a2 bílý pěšec · b2 bílý pěšec · c2 bílý pěšec · d2 bílý pěšec · e2 bílý pěšec · h2 bílý pěšec · a1 bílý věž · b1 bílý jezdec · c1 bílý střelec · d1 bílý dáma · e1 bílý král · f1 bílý střelec · g1 bílý jezdec · h1 bílý věž | a8 černý věž · b8 černý jezdec · c8 černý střelec · e8 černý král · f8 černý střelec · g8 černý jezdec · h8 černý věž · a7 černý pěšec · b7 černý pěšec · c7 černý pěšec · d7 černý pěšec · f7 černý pěšec · g7 černý pěšec · h7 černý pěšec · e5 černý pěšec · g4 bílý pěšec · h4 černý dáma · f3 bílý pěšec · a2 bílý pěšec · b2 bílý pěšec · c2 bílý pěšec · d2 bílý pěšec · e2 bílý pěšec · h2 bílý pěšec · a1 bílý věž · b1 bílý jezdec · c1 bílý střelec · d1 bílý dáma · e1 bílý král · f1 bílý střelec · g1 bílý jezdec · h1 bílý věž | a8 černý věž · b8 černý jezdec · c8 černý střelec · e8 černý král · f8 černý střelec · g8 černý jezdec · h8 černý věž · a7 černý pěšec · b7 černý pěšec · c7 černý pěšec · d7 černý pěšec · f7 černý pěšec · g7 černý pěšec · h7 černý pěšec · e5 černý pěšec · g4 bílý pěšec · h4 černý dáma · f3 bílý pěšec · a2 bílý pěšec · b2 bílý pěšec · c2 bílý pěšec · d2 bílý pěšec · e2 bílý pěšec · h2 bílý pěšec · a1 bílý věž · b1 bílý jezdec · c1 bílý střelec · d1 bílý dáma · e1 bílý král · f1 bílý střelec · g1 bílý jezdec · h1 bílý věž | a8 černý věž · b8 černý jezdec · c8 černý střelec · e8 černý král · f8 černý střelec · g8 černý jezdec · h8 černý věž · a7 černý pěšec · b7 černý pěšec · c7 černý pěšec · d7 černý pěšec · f7 černý pěšec · g7 černý pěšec · h7 černý pěšec · e5 černý pěšec · g4 bílý pěšec · h4 černý dáma · f3 bílý pěšec · a2 bílý pěšec · b2 bílý pěšec · c2 bílý pěšec · d2 bílý pěšec · e2 bílý pěšec · h2 bílý pěšec · a1 bílý věž · b1 bílý jezdec · c1 bílý střelec · d1 bílý dáma · e1 bílý král · f1 bílý střelec · g1 bílý jezdec · h1 bílý věž | a8 černý věž · b8 černý jezdec · c8 černý střelec · e8 černý král · f8 černý střelec · g8 černý jezdec · h8 černý věž · a7 černý pěšec · b7 černý pěšec · c7 černý pěšec · d7 černý pěšec · f7 černý pěšec · g7 černý pěšec · h7 černý pěšec · e5 černý pěšec · g4 bílý pěšec · h4 černý dáma · f3 bílý pěšec · a2 bílý pěšec · b2 bílý pěšec · c2 bílý pěšec · d2 bílý pěšec · e2 bílý pěšec · h2 bílý pěšec · a1 bílý věž · b1 bílý jezdec · c1 bílý střelec · d1 bílý dáma · e1 bílý král · f1 bílý střelec · g1 bílý jezdec · h1 bílý věž | a8 černý věž · b8 černý jezdec · c8 černý střelec · e8 černý král · f8 černý střelec · g8 černý jezdec · h8 černý věž · a7 černý pěšec · b7 černý pěšec · c7 černý pěšec · d7 černý pěšec · f7 černý pěšec · g7 černý pěšec · h7 černý pěšec · e5 černý pěšec · g4 bílý pěšec · h4 černý dáma · f3 bílý pěšec · a2 bílý pěšec · b2 bílý pěšec · c2 bílý pěšec · d2 bílý pěšec · e2 bílý pěšec · h2 bílý pěšec · a1 bílý věž · b1 bílý jezdec · c1 bílý střelec · d1 bílý dáma · e1 bílý král · f1 bílý střelec · g1 bílý jezdec · h1 bílý věž | 2 |
| 1 | a8 černý věž · b8 černý jezdec · c8 černý střelec · e8 černý král · f8 černý střelec · g8 černý jezdec · h8 černý věž · a7 černý pěšec · b7 černý pěšec · c7 černý pěšec · d7 černý pěšec · f7 černý pěšec · g7 černý pěšec · h7 černý pěšec · e5 černý pěšec · g4 bílý pěšec · h4 černý dáma · f3 bílý pěšec · a2 bílý pěšec · b2 bílý pěšec · c2 bílý pěšec · d2 bílý pěšec · e2 bílý pěšec · h2 bílý pěšec · a1 bílý věž · b1 bílý jezdec · c1 bílý střelec · d1 bílý dáma · e1 bílý král · f1 bílý střelec · g1 bílý jezdec · h1 bílý věž | a8 černý věž · b8 černý jezdec · c8 černý střelec · e8 černý král · f8 černý střelec · g8 černý jezdec · h8 černý věž · a7 černý pěšec · b7 černý pěšec · c7 černý pěšec · d7 černý pěšec · f7 černý pěšec · g7 černý pěšec · h7 černý pěšec · e5 černý pěšec · g4 bílý pěšec · h4 černý dáma · f3 bílý pěšec · a2 bílý pěšec · b2 bílý pěšec · c2 bílý pěšec · d2 bílý pěšec · e2 bílý pěšec · h2 bílý pěšec · a1 bílý věž · b1 bílý jezdec · c1 bílý střelec · d1 bílý dáma · e1 bílý král · f1 bílý střelec · g1 bílý jezdec · h1 bílý věž | a8 černý věž · b8 černý jezdec · c8 černý střelec · e8 černý král · f8 černý střelec · g8 černý jezdec · h8 černý věž · a7 černý pěšec · b7 černý pěšec · c7 černý pěšec · d7 černý pěšec · f7 černý pěšec · g7 černý pěšec · h7 černý pěšec · e5 černý pěšec · g4 bílý pěšec · h4 černý dáma · f3 bílý pěšec · a2 bílý pěšec · b2 bílý pěšec · c2 bílý pěšec · d2 bílý pěšec · e2 bílý pěšec · h2 bílý pěšec · a1 bílý věž · b1 bílý jezdec · c1 bílý střelec · d1 bílý dáma · e1 bílý král · f1 bílý střelec · g1 bílý jezdec · h1 bílý věž | a8 černý věž · b8 černý jezdec · c8 černý střelec · e8 černý král · f8 černý střelec · g8 černý jezdec · h8 černý věž · a7 černý pěšec · b7 černý pěšec · c7 černý pěšec · d7 černý pěšec · f7 černý pěšec · g7 černý pěšec · h7 černý pěšec · e5 černý pěšec · g4 bílý pěšec · h4 černý dáma · f3 bílý pěšec · a2 bílý pěšec · b2 bílý pěšec · c2 bílý pěšec · d2 bílý pěšec · e2 bílý pěšec · h2 bílý pěšec · a1 bílý věž · b1 bílý jezdec · c1 bílý střelec · d1 bílý dáma · e1 bílý král · f1 bílý střelec · g1 bílý jezdec · h1 bílý věž | a8 černý věž · b8 černý jezdec · c8 černý střelec · e8 černý král · f8 černý střelec · g8 černý jezdec · h8 černý věž · a7 černý pěšec · b7 černý pěšec · c7 černý pěšec · d7 černý pěšec · f7 černý pěšec · g7 černý pěšec · h7 černý pěšec · e5 černý pěšec · g4 bílý pěšec · h4 černý dáma · f3 bílý pěšec · a2 bílý pěšec · b2 bílý pěšec · c2 bílý pěšec · d2 bílý pěšec · e2 bílý pěšec · h2 bílý pěšec · a1 bílý věž · b1 bílý jezdec · c1 bílý střelec · d1 bílý dáma · e1 bílý král · f1 bílý střelec · g1 bílý jezdec · h1 bílý věž | a8 černý věž · b8 černý jezdec · c8 černý střelec · e8 černý král · f8 černý střelec · g8 černý jezdec · h8 černý věž · a7 černý pěšec · b7 černý pěšec · c7 černý pěšec · d7 černý pěšec · f7 černý pěšec · g7 černý pěšec · h7 černý pěšec · e5 černý pěšec · g4 bílý pěšec · h4 černý dáma · f3 bílý pěšec · a2 bílý pěšec · b2 bílý pěšec · c2 bílý pěšec · d2 bílý pěšec · e2 bílý pěšec · h2 bílý pěšec · a1 bílý věž · b1 bílý jezdec · c1 bílý střelec · d1 bílý dáma · e1 bílý král · f1 bílý střelec · g1 bílý jezdec · h1 bílý věž | a8 černý věž · b8 černý jezdec · c8 černý střelec · e8 černý král · f8 černý střelec · g8 černý jezdec · h8 černý věž · a7 černý pěšec · b7 černý pěšec · c7 černý pěšec · d7 černý pěšec · f7 černý pěšec · g7 černý pěšec · h7 černý pěšec · e5 černý pěšec · g4 bílý pěšec · h4 černý dáma · f3 bílý pěšec · a2 bílý pěšec · b2 bílý pěšec · c2 bílý pěšec · d2 bílý pěšec · e2 bílý pěšec · h2 bílý pěšec · a1 bílý věž · b1 bílý jezdec · c1 bílý střelec · d1 bílý dáma · e1 bílý král · f1 bílý střelec · g1 bílý jezdec · h1 bílý věž | a8 černý věž · b8 černý jezdec · c8 černý střelec · e8 černý král · f8 černý střelec · g8 černý jezdec · h8 černý věž · a7 černý pěšec · b7 černý pěšec · c7 černý pěšec · d7 černý pěšec · f7 černý pěšec · g7 černý pěšec · h7 černý pěšec · e5 černý pěšec · g4 bílý pěšec · h4 černý dáma · f3 bílý pěšec · a2 bílý pěšec · b2 bílý pěšec · c2 bílý pěšec · d2 bílý pěšec · e2 bílý pěšec · h2 bílý pěšec · a1 bílý věž · b1 bílý jezdec · c1 bílý střelec · d1 bílý dáma · e1 bílý král · f1 bílý střelec · g1 bílý jezdec · h1 bílý věž | 1 |
|   | a | b | c | d | e | f | g | h |   |

|   | a | b | c | d | e | f | g | h |   |
| 8 | b8 bílý dáma · f7 černý pěšec · g7 černý král · c6 černý pěšec · g6 černý pěšec · b5 černý pěšec · e5 bílý jezdec · h5 černý pěšec · b4 černý střelec · h4 bílý pěšec · b3 černý střelec · c3 černý jezdec · c2 černý věž · g2 bílý pěšec · c1 bílý král | b8 bílý dáma · f7 černý pěšec · g7 černý král · c6 černý pěšec · g6 černý pěšec · b5 černý pěšec · e5 bílý jezdec · h5 černý pěšec · b4 černý střelec · h4 bílý pěšec · b3 černý střelec · c3 černý jezdec · c2 černý věž · g2 bílý pěšec · c1 bílý král | b8 bílý dáma · f7 černý pěšec · g7 černý král · c6 černý pěšec · g6 černý pěšec · b5 černý pěšec · e5 bílý jezdec · h5 černý pěšec · b4 černý střelec · h4 bílý pěšec · b3 černý střelec · c3 černý jezdec · c2 černý věž · g2 bílý pěšec · c1 bílý král | b8 bílý dáma · f7 černý pěšec · g7 černý král · c6 černý pěšec · g6 černý pěšec · b5 černý pěšec · e5 bílý jezdec · h5 černý pěšec · b4 černý střelec · h4 bílý pěšec · b3 černý střelec · c3 černý jezdec · c2 černý věž · g2 bílý pěšec · c1 bílý král | b8 bílý dáma · f7 černý pěšec · g7 černý král · c6 černý pěšec · g6 černý pěšec · b5 černý pěšec · e5 bílý jezdec · h5 černý pěšec · b4 černý střelec · h4 bílý pěšec · b3 černý střelec · c3 černý jezdec · c2 černý věž · g2 bílý pěšec · c1 bílý král | b8 bílý dáma · f7 černý pěšec · g7 černý král · c6 černý pěšec · g6 černý pěšec · b5 černý pěšec · e5 bílý jezdec · h5 černý pěšec · b4 černý střelec · h4 bílý pěšec · b3 černý střelec · c3 černý jezdec · c2 černý věž · g2 bílý pěšec · c1 bílý král | b8 bílý dáma · f7 černý pěšec · g7 černý král · c6 černý pěšec · g6 černý pěšec · b5 černý pěšec · e5 bílý jezdec · h5 černý pěšec · b4 černý střelec · h4 bílý pěšec · b3 černý střelec · c3 černý jezdec · c2 černý věž · g2 bílý pěšec · c1 bílý král | b8 bílý dáma · f7 černý pěšec · g7 černý král · c6 černý pěšec · g6 černý pěšec · b5 černý pěšec · e5 bílý jezdec · h5 černý pěšec · b4 černý střelec · h4 bílý pěšec · b3 černý střelec · c3 černý jezdec · c2 černý věž · g2 bílý pěšec · c1 bílý král | 8 |
| 7 | b8 bílý dáma · f7 černý pěšec · g7 černý král · c6 černý pěšec · g6 černý pěšec · b5 černý pěšec · e5 bílý jezdec · h5 černý pěšec · b4 černý střelec · h4 bílý pěšec · b3 černý střelec · c3 černý jezdec · c2 černý věž · g2 bílý pěšec · c1 bílý král | b8 bílý dáma · f7 černý pěšec · g7 černý král · c6 černý pěšec · g6 černý pěšec · b5 černý pěšec · e5 bílý jezdec · h5 černý pěšec · b4 černý střelec · h4 bílý pěšec · b3 černý střelec · c3 černý jezdec · c2 černý věž · g2 bílý pěšec · c1 bílý král | b8 bílý dáma · f7 černý pěšec · g7 černý král · c6 černý pěšec · g6 černý pěšec · b5 černý pěšec · e5 bílý jezdec · h5 černý pěšec · b4 černý střelec · h4 bílý pěšec · b3 černý střelec · c3 černý jezdec · c2 černý věž · g2 bílý pěšec · c1 bílý král | b8 bílý dáma · f7 černý pěšec · g7 černý král · c6 černý pěšec · g6 černý pěšec · b5 černý pěšec · e5 bílý jezdec · h5 černý pěšec · b4 černý střelec · h4 bílý pěšec · b3 černý střelec · c3 černý jezdec · c2 černý věž · g2 bílý pěšec · c1 bílý král | b8 bílý dáma · f7 černý pěšec · g7 černý král · c6 černý pěšec · g6 černý pěšec · b5 černý pěšec · e5 bílý jezdec · h5 černý pěšec · b4 černý střelec · h4 bílý pěšec · b3 černý střelec · c3 černý jezdec · c2 černý věž · g2 bílý pěšec · c1 bílý král | b8 bílý dáma · f7 černý pěšec · g7 černý král · c6 černý pěšec · g6 černý pěšec · b5 černý pěšec · e5 bílý jezdec · h5 černý pěšec · b4 černý střelec · h4 bílý pěšec · b3 černý střelec · c3 černý jezdec · c2 černý věž · g2 bílý pěšec · c1 bílý král | b8 bílý dáma · f7 černý pěšec · g7 černý král · c6 černý pěšec · g6 černý pěšec · b5 černý pěšec · e5 bílý jezdec · h5 černý pěšec · b4 černý střelec · h4 bílý pěšec · b3 černý střelec · c3 černý jezdec · c2 černý věž · g2 bílý pěšec · c1 bílý král | b8 bílý dáma · f7 černý pěšec · g7 černý král · c6 černý pěšec · g6 černý pěšec · b5 černý pěšec · e5 bílý jezdec · h5 černý pěšec · b4 černý střelec · h4 bílý pěšec · b3 černý střelec · c3 černý jezdec · c2 černý věž · g2 bílý pěšec · c1 bílý král | 7 |
| 6 | b8 bílý dáma · f7 černý pěšec · g7 černý král · c6 černý pěšec · g6 černý pěšec · b5 černý pěšec · e5 bílý jezdec · h5 černý pěšec · b4 černý střelec · h4 bílý pěšec · b3 černý střelec · c3 černý jezdec · c2 černý věž · g2 bílý pěšec · c1 bílý král | b8 bílý dáma · f7 černý pěšec · g7 černý král · c6 černý pěšec · g6 černý pěšec · b5 černý pěšec · e5 bílý jezdec · h5 černý pěšec · b4 černý střelec · h4 bílý pěšec · b3 černý střelec · c3 černý jezdec · c2 černý věž · g2 bílý pěšec · c1 bílý král | b8 bílý dáma · f7 černý pěšec · g7 černý král · c6 černý pěšec · g6 černý pěšec · b5 černý pěšec · e5 bílý jezdec · h5 černý pěšec · b4 černý střelec · h4 bílý pěšec · b3 černý střelec · c3 černý jezdec · c2 černý věž · g2 bílý pěšec · c1 bílý král | b8 bílý dáma · f7 černý pěšec · g7 černý král · c6 černý pěšec · g6 černý pěšec · b5 černý pěšec · e5 bílý jezdec · h5 černý pěšec · b4 černý střelec · h4 bílý pěšec · b3 černý střelec · c3 černý jezdec · c2 černý věž · g2 bílý pěšec · c1 bílý král | b8 bílý dáma · f7 černý pěšec · g7 černý král · c6 černý pěšec · g6 černý pěšec · b5 černý pěšec · e5 bílý jezdec · h5 černý pěšec · b4 černý střelec · h4 bílý pěšec · b3 černý střelec · c3 černý jezdec · c2 černý věž · g2 bílý pěšec · c1 bílý král | b8 bílý dáma · f7 černý pěšec · g7 černý král · c6 černý pěšec · g6 černý pěšec · b5 černý pěšec · e5 bílý jezdec · h5 černý pěšec · b4 černý střelec · h4 bílý pěšec · b3 černý střelec · c3 černý jezdec · c2 černý věž · g2 bílý pěšec · c1 bílý král | b8 bílý dáma · f7 černý pěšec · g7 černý král · c6 černý pěšec · g6 černý pěšec · b5 černý pěšec · e5 bílý jezdec · h5 černý pěšec · b4 černý střelec · h4 bílý pěšec · b3 černý střelec · c3 černý jezdec · c2 černý věž · g2 bílý pěšec · c1 bílý král | b8 bílý dáma · f7 černý pěšec · g7 černý král · c6 černý pěšec · g6 černý pěšec · b5 černý pěšec · e5 bílý jezdec · h5 černý pěšec · b4 černý střelec · h4 bílý pěšec · b3 černý střelec · c3 černý jezdec · c2 černý věž · g2 bílý pěšec · c1 bílý král | 6 |
| 5 | b8 bílý dáma · f7 černý pěšec · g7 černý král · c6 černý pěšec · g6 černý pěšec · b5 černý pěšec · e5 bílý jezdec · h5 černý pěšec · b4 černý střelec · h4 bílý pěšec · b3 černý střelec · c3 černý jezdec · c2 černý věž · g2 bílý pěšec · c1 bílý král | b8 bílý dáma · f7 černý pěšec · g7 černý král · c6 černý pěšec · g6 černý pěšec · b5 černý pěšec · e5 bílý jezdec · h5 černý pěšec · b4 černý střelec · h4 bílý pěšec · b3 černý střelec · c3 černý jezdec · c2 černý věž · g2 bílý pěšec · c1 bílý král | b8 bílý dáma · f7 černý pěšec · g7 černý král · c6 černý pěšec · g6 černý pěšec · b5 černý pěšec · e5 bílý jezdec · h5 černý pěšec · b4 černý střelec · h4 bílý pěšec · b3 černý střelec · c3 černý jezdec · c2 černý věž · g2 bílý pěšec · c1 bílý král | b8 bílý dáma · f7 černý pěšec · g7 černý král · c6 černý pěšec · g6 černý pěšec · b5 černý pěšec · e5 bílý jezdec · h5 černý pěšec · b4 černý střelec · h4 bílý pěšec · b3 černý střelec · c3 černý jezdec · c2 černý věž · g2 bílý pěšec · c1 bílý král | b8 bílý dáma · f7 černý pěšec · g7 černý král · c6 černý pěšec · g6 černý pěšec · b5 černý pěšec · e5 bílý jezdec · h5 černý pěšec · b4 černý střelec · h4 bílý pěšec · b3 černý střelec · c3 černý jezdec · c2 černý věž · g2 bílý pěšec · c1 bílý král | b8 bílý dáma · f7 černý pěšec · g7 černý král · c6 černý pěšec · g6 černý pěšec · b5 černý pěšec · e5 bílý jezdec · h5 černý pěšec · b4 černý střelec · h4 bílý pěšec · b3 černý střelec · c3 černý jezdec · c2 černý věž · g2 bílý pěšec · c1 bílý král | b8 bílý dáma · f7 černý pěšec · g7 černý král · c6 černý pěšec · g6 černý pěšec · b5 černý pěšec · e5 bílý jezdec · h5 černý pěšec · b4 černý střelec · h4 bílý pěšec · b3 černý střelec · c3 černý jezdec · c2 černý věž · g2 bílý pěšec · c1 bílý král | b8 bílý dáma · f7 černý pěšec · g7 černý král · c6 černý pěšec · g6 černý pěšec · b5 černý pěšec · e5 bílý jezdec · h5 černý pěšec · b4 černý střelec · h4 bílý pěšec · b3 černý střelec · c3 černý jezdec · c2 černý věž · g2 bílý pěšec · c1 bílý král | 5 |
| 4 | b8 bílý dáma · f7 černý pěšec · g7 černý král · c6 černý pěšec · g6 černý pěšec · b5 černý pěšec · e5 bílý jezdec · h5 černý pěšec · b4 černý střelec · h4 bílý pěšec · b3 černý střelec · c3 černý jezdec · c2 černý věž · g2 bílý pěšec · c1 bílý král | b8 bílý dáma · f7 černý pěšec · g7 černý král · c6 černý pěšec · g6 černý pěšec · b5 černý pěšec · e5 bílý jezdec · h5 černý pěšec · b4 černý střelec · h4 bílý pěšec · b3 černý střelec · c3 černý jezdec · c2 černý věž · g2 bílý pěšec · c1 bílý král | b8 bílý dáma · f7 černý pěšec · g7 černý král · c6 černý pěšec · g6 černý pěšec · b5 černý pěšec · e5 bílý jezdec · h5 černý pěšec · b4 černý střelec · h4 bílý pěšec · b3 černý střelec · c3 černý jezdec · c2 černý věž · g2 bílý pěšec · c1 bílý král | b8 bílý dáma · f7 černý pěšec · g7 černý král · c6 černý pěšec · g6 černý pěšec · b5 černý pěšec · e5 bílý jezdec · h5 černý pěšec · b4 černý střelec · h4 bílý pěšec · b3 černý střelec · c3 černý jezdec · c2 černý věž · g2 bílý pěšec · c1 bílý král | b8 bílý dáma · f7 černý pěšec · g7 černý král · c6 černý pěšec · g6 černý pěšec · b5 černý pěšec · e5 bílý jezdec · h5 černý pěšec · b4 černý střelec · h4 bílý pěšec · b3 černý střelec · c3 černý jezdec · c2 černý věž · g2 bílý pěšec · c1 bílý král | b8 bílý dáma · f7 černý pěšec · g7 černý král · c6 černý pěšec · g6 černý pěšec · b5 černý pěšec · e5 bílý jezdec · h5 černý pěšec · b4 černý střelec · h4 bílý pěšec · b3 černý střelec · c3 černý jezdec · c2 černý věž · g2 bílý pěšec · c1 bílý král | b8 bílý dáma · f7 černý pěšec · g7 černý král · c6 černý pěšec · g6 černý pěšec · b5 černý pěšec · e5 bílý jezdec · h5 černý pěšec · b4 černý střelec · h4 bílý pěšec · b3 černý střelec · c3 černý jezdec · c2 černý věž · g2 bílý pěšec · c1 bílý král | b8 bílý dáma · f7 černý pěšec · g7 černý král · c6 černý pěšec · g6 černý pěšec · b5 černý pěšec · e5 bílý jezdec · h5 černý pěšec · b4 černý střelec · h4 bílý pěšec · b3 černý střelec · c3 černý jezdec · c2 černý věž · g2 bílý pěšec · c1 bílý král | 4 |
| 3 | b8 bílý dáma · f7 černý pěšec · g7 černý král · c6 černý pěšec · g6 černý pěšec · b5 černý pěšec · e5 bílý jezdec · h5 černý pěšec · b4 černý střelec · h4 bílý pěšec · b3 černý střelec · c3 černý jezdec · c2 černý věž · g2 bílý pěšec · c1 bílý král | b8 bílý dáma · f7 černý pěšec · g7 černý král · c6 černý pěšec · g6 černý pěšec · b5 černý pěšec · e5 bílý jezdec · h5 černý pěšec · b4 černý střelec · h4 bílý pěšec · b3 černý střelec · c3 černý jezdec · c2 černý věž · g2 bílý pěšec · c1 bílý král | b8 bílý dáma · f7 černý pěšec · g7 černý král · c6 černý pěšec · g6 černý pěšec · b5 černý pěšec · e5 bílý jezdec · h5 černý pěšec · b4 černý střelec · h4 bílý pěšec · b3 černý střelec · c3 černý jezdec · c2 černý věž · g2 bílý pěšec · c1 bílý král | b8 bílý dáma · f7 černý pěšec · g7 černý král · c6 černý pěšec · g6 černý pěšec · b5 černý pěšec · e5 bílý jezdec · h5 černý pěšec · b4 černý střelec · h4 bílý pěšec · b3 černý střelec · c3 černý jezdec · c2 černý věž · g2 bílý pěšec · c1 bílý král | b8 bílý dáma · f7 černý pěšec · g7 černý král · c6 černý pěšec · g6 černý pěšec · b5 černý pěšec · e5 bílý jezdec · h5 černý pěšec · b4 černý střelec · h4 bílý pěšec · b3 černý střelec · c3 černý jezdec · c2 černý věž · g2 bílý pěšec · c1 bílý král | b8 bílý dáma · f7 černý pěšec · g7 černý král · c6 černý pěšec · g6 černý pěšec · b5 černý pěšec · e5 bílý jezdec · h5 černý pěšec · b4 černý střelec · h4 bílý pěšec · b3 černý střelec · c3 černý jezdec · c2 černý věž · g2 bílý pěšec · c1 bílý král | b8 bílý dáma · f7 černý pěšec · g7 černý král · c6 černý pěšec · g6 černý pěšec · b5 černý pěšec · e5 bílý jezdec · h5 černý pěšec · b4 černý střelec · h4 bílý pěšec · b3 černý střelec · c3 černý jezdec · c2 černý věž · g2 bílý pěšec · c1 bílý král | b8 bílý dáma · f7 černý pěšec · g7 černý král · c6 černý pěšec · g6 černý pěšec · b5 černý pěšec · e5 bílý jezdec · h5 černý pěšec · b4 černý střelec · h4 bílý pěšec · b3 černý střelec · c3 černý jezdec · c2 černý věž · g2 bílý pěšec · c1 bílý král | 3 |
| 2 | b8 bílý dáma · f7 černý pěšec · g7 černý král · c6 černý pěšec · g6 černý pěšec · b5 černý pěšec · e5 bílý jezdec · h5 černý pěšec · b4 černý střelec · h4 bílý pěšec · b3 černý střelec · c3 černý jezdec · c2 černý věž · g2 bílý pěšec · c1 bílý král | b8 bílý dáma · f7 černý pěšec · g7 černý král · c6 černý pěšec · g6 černý pěšec · b5 černý pěšec · e5 bílý jezdec · h5 černý pěšec · b4 černý střelec · h4 bílý pěšec · b3 černý střelec · c3 černý jezdec · c2 černý věž · g2 bílý pěšec · c1 bílý král | b8 bílý dáma · f7 černý pěšec · g7 černý král · c6 černý pěšec · g6 černý pěšec · b5 černý pěšec · e5 bílý jezdec · h5 černý pěšec · b4 černý střelec · h4 bílý pěšec · b3 černý střelec · c3 černý jezdec · c2 černý věž · g2 bílý pěšec · c1 bílý král | b8 bílý dáma · f7 černý pěšec · g7 černý král · c6 černý pěšec · g6 černý pěšec · b5 černý pěšec · e5 bílý jezdec · h5 černý pěšec · b4 černý střelec · h4 bílý pěšec · b3 černý střelec · c3 černý jezdec · c2 černý věž · g2 bílý pěšec · c1 bílý král | b8 bílý dáma · f7 černý pěšec · g7 černý král · c6 černý pěšec · g6 černý pěšec · b5 černý pěšec · e5 bílý jezdec · h5 černý pěšec · b4 černý střelec · h4 bílý pěšec · b3 černý střelec · c3 černý jezdec · c2 černý věž · g2 bílý pěšec · c1 bílý král | b8 bílý dáma · f7 černý pěšec · g7 černý král · c6 černý pěšec · g6 černý pěšec · b5 černý pěšec · e5 bílý jezdec · h5 černý pěšec · b4 černý střelec · h4 bílý pěšec · b3 černý střelec · c3 černý jezdec · c2 černý věž · g2 bílý pěšec · c1 bílý král | b8 bílý dáma · f7 černý pěšec · g7 černý král · c6 černý pěšec · g6 černý pěšec · b5 černý pěšec · e5 bílý jezdec · h5 černý pěšec · b4 černý střelec · h4 bílý pěšec · b3 černý střelec · c3 černý jezdec · c2 černý věž · g2 bílý pěšec · c1 bílý král | b8 bílý dáma · f7 černý pěšec · g7 černý král · c6 černý pěšec · g6 černý pěšec · b5 černý pěšec · e5 bílý jezdec · h5 černý pěšec · b4 černý střelec · h4 bílý pěšec · b3 černý střelec · c3 černý jezdec · c2 černý věž · g2 bílý pěšec · c1 bílý král | 2 |
| 1 | b8 bílý dáma · f7 černý pěšec · g7 černý král · c6 černý pěšec · g6 černý pěšec · b5 černý pěšec · e5 bílý jezdec · h5 černý pěšec · b4 černý střelec · h4 bílý pěšec · b3 černý střelec · c3 černý jezdec · c2 černý věž · g2 bílý pěšec · c1 bílý král | b8 bílý dáma · f7 černý pěšec · g7 černý král · c6 černý pěšec · g6 černý pěšec · b5 černý pěšec · e5 bílý jezdec · h5 černý pěšec · b4 černý střelec · h4 bílý pěšec · b3 černý střelec · c3 černý jezdec · c2 černý věž · g2 bílý pěšec · c1 bílý král | b8 bílý dáma · f7 černý pěšec · g7 černý král · c6 černý pěšec · g6 černý pěšec · b5 černý pěšec · e5 bílý jezdec · h5 černý pěšec · b4 černý střelec · h4 bílý pěšec · b3 černý střelec · c3 černý jezdec · c2 černý věž · g2 bílý pěšec · c1 bílý král | b8 bílý dáma · f7 černý pěšec · g7 černý král · c6 černý pěšec · g6 černý pěšec · b5 černý pěšec · e5 bílý jezdec · h5 černý pěšec · b4 černý střelec · h4 bílý pěšec · b3 černý střelec · c3 černý jezdec · c2 černý věž · g2 bílý pěšec · c1 bílý král | b8 bílý dáma · f7 černý pěšec · g7 černý král · c6 černý pěšec · g6 černý pěšec · b5 černý pěšec · e5 bílý jezdec · h5 černý pěšec · b4 černý střelec · h4 bílý pěšec · b3 černý střelec · c3 černý jezdec · c2 černý věž · g2 bílý pěšec · c1 bílý král | b8 bílý dáma · f7 černý pěšec · g7 černý král · c6 černý pěšec · g6 černý pěšec · b5 černý pěšec · e5 bílý jezdec · h5 černý pěšec · b4 černý střelec · h4 bílý pěšec · b3 černý střelec · c3 černý jezdec · c2 černý věž · g2 bílý pěšec · c1 bílý král | b8 bílý dáma · f7 černý pěšec · g7 černý král · c6 černý pěšec · g6 černý pěšec · b5 černý pěšec · e5 bílý jezdec · h5 černý pěšec · b4 černý střelec · h4 bílý pěšec · b3 černý střelec · c3 černý jezdec · c2 černý věž · g2 bílý pěšec · c1 bílý král | b8 bílý dáma · f7 černý pěšec · g7 černý král · c6 černý pěšec · g6 černý pěšec · b5 černý pěšec · e5 bílý jezdec · h5 černý pěšec · b4 černý střelec · h4 bílý pěšec · b3 černý střelec · c3 černý jezdec · c2 černý věž · g2 bílý pěšec · c1 bílý král | 1 |
|   | a | b | c | d | e | f | g | h |   |

|   | a                                          | b                                          | c                                          | d                                          | e                                          | f                                          | g                                          | h                                          |   |
| 8 | d8 černý král · g8 bílý věž · d6 bílý král | d8 černý král · g8 bílý věž · d6 bílý král | d8 černý král · g8 bílý věž · d6 bílý král | d8 černý král · g8 bílý věž · d6 bílý král | d8 černý král · g8 bílý věž · d6 bílý král | d8 černý král · g8 bílý věž · d6 bílý král | d8 černý král · g8 bílý věž · d6 bílý král | d8 černý král · g8 bílý věž · d6 bílý král | 8 |
| 7 | d8 černý král · g8 bílý věž · d6 bílý král | d8 černý král · g8 bílý věž · d6 bílý král | d8 černý král · g8 bílý věž · d6 bílý král | d8 černý král · g8 bílý věž · d6 bílý král | d8 černý král · g8 bílý věž · d6 bílý král | d8 černý král · g8 bílý věž · d6 bílý král | d8 černý král · g8 bílý věž · d6 bílý král | d8 černý král · g8 bílý věž · d6 bílý král | 7 |
| 6 | d8 černý král · g8 bílý věž · d6 bílý král | d8 černý král · g8 bílý věž · d6 bílý král | d8 černý král · g8 bílý věž · d6 bílý král | d8 černý král · g8 bílý věž · d6 bílý král | d8 černý král · g8 bílý věž · d6 bílý král | d8 černý král · g8 bílý věž · d6 bílý král | d8 černý král · g8 bílý věž · d6 bílý král | d8 černý král · g8 bílý věž · d6 bílý král | 6 |
| 5 | d8 černý král · g8 bílý věž · d6 bílý král | d8 černý král · g8 bílý věž · d6 bílý král | d8 černý král · g8 bílý věž · d6 bílý král | d8 černý král · g8 bílý věž · d6 bílý král | d8 černý král · g8 bílý věž · d6 bílý král | d8 černý král · g8 bílý věž · d6 bílý král | d8 černý král · g8 bílý věž · d6 bílý král | d8 černý král · g8 bílý věž · d6 bílý král | 5 |
| 4 | d8 černý král · g8 bílý věž · d6 bílý král | d8 černý král · g8 bílý věž · d6 bílý král | d8 černý král · g8 bílý věž · d6 bílý král | d8 černý král · g8 bílý věž · d6 bílý král | d8 černý král · g8 bílý věž · d6 bílý král | d8 černý král · g8 bílý věž · d6 bílý král | d8 černý král · g8 bílý věž · d6 bílý král | d8 černý král · g8 bílý věž · d6 bílý král | 4 |
| 3 | d8 černý král · g8 bílý věž · d6 bílý král | d8 černý král · g8 bílý věž · d6 bílý král | d8 černý král · g8 bílý věž · d6 bílý král | d8 černý král · g8 bílý věž · d6 bílý král | d8 černý král · g8 bílý věž · d6 bílý král | d8 černý král · g8 bílý věž · d6 bílý král | d8 černý král · g8 bílý věž · d6 bílý král | d8 černý král · g8 bílý věž · d6 bílý král | 3 |
| 2 | d8 černý král · g8 bílý věž · d6 bílý král | d8 černý král · g8 bílý věž · d6 bílý král | d8 černý král · g8 bílý věž · d6 bílý král | d8 černý král · g8 bílý věž · d6 bílý král | d8 černý král · g8 bílý věž · d6 bílý král | d8 černý král · g8 bílý věž · d6 bílý král | d8 černý král · g8 bílý věž · d6 bílý král | d8 černý král · g8 bílý věž · d6 bílý král | 2 |
| 1 | d8 černý král · g8 bílý věž · d6 bílý král | d8 černý král · g8 bílý věž · d6 bílý král | d8 černý král · g8 bílý věž · d6 bílý král | d8 černý král · g8 bílý věž · d6 bílý král | d8 černý král · g8 bílý věž · d6 bílý král | d8 černý král · g8 bílý věž · d6 bílý král | d8 černý král · g8 bílý věž · d6 bílý král | d8 černý král · g8 bílý věž · d6 bílý král | 1 |
|   | a                                          | b                                          | c                                          | d                                          | e                                          | f                                          | g                                          | h                                          |   |

|   | a                                                                | b                                                                | c                                                                | d                                                                | e                                                                | f                                                                | g                                                                | h                                                                |   |
| 8 | h8 černý král · f7 bílý král · f6 bílý střelec · f5 bílý střelec | h8 černý král · f7 bílý král · f6 bílý střelec · f5 bílý střelec | h8 černý král · f7 bílý král · f6 bílý střelec · f5 bílý střelec | h8 černý král · f7 bílý král · f6 bílý střelec · f5 bílý střelec | h8 černý král · f7 bílý král · f6 bílý střelec · f5 bílý střelec | h8 černý král · f7 bílý král · f6 bílý střelec · f5 bílý střelec | h8 černý král · f7 bílý král · f6 bílý střelec · f5 bílý střelec | h8 černý král · f7 bílý král · f6 bílý střelec · f5 bílý střelec | 8 |
| 7 | h8 černý král · f7 bílý král · f6 bílý střelec · f5 bílý střelec | h8 černý král · f7 bílý král · f6 bílý střelec · f5 bílý střelec | h8 černý král · f7 bílý král · f6 bílý střelec · f5 bílý střelec | h8 černý král · f7 bílý král · f6 bílý střelec · f5 bílý střelec | h8 černý král · f7 bílý král · f6 bílý střelec · f5 bílý střelec | h8 černý král · f7 bílý král · f6 bílý střelec · f5 bílý střelec | h8 černý král · f7 bílý král · f6 bílý střelec · f5 bílý střelec | h8 černý král · f7 bílý král · f6 bílý střelec · f5 bílý střelec | 7 |
| 6 | h8 černý král · f7 bílý král · f6 bílý střelec · f5 bílý střelec | h8 černý král · f7 bílý král · f6 bílý střelec · f5 bílý střelec | h8 černý král · f7 bílý král · f6 bílý střelec · f5 bílý střelec | h8 černý král · f7 bílý král · f6 bílý střelec · f5 bílý střelec | h8 černý král · f7 bílý král · f6 bílý střelec · f5 bílý střelec | h8 černý král · f7 bílý král · f6 bílý střelec · f5 bílý střelec | h8 černý král · f7 bílý král · f6 bílý střelec · f5 bílý střelec | h8 černý král · f7 bílý král · f6 bílý střelec · f5 bílý střelec | 6 |
| 5 | h8 černý král · f7 bílý král · f6 bílý střelec · f5 bílý střelec | h8 černý král · f7 bílý král · f6 bílý střelec · f5 bílý střelec | h8 černý král · f7 bílý král · f6 bílý střelec · f5 bílý střelec | h8 černý král · f7 bílý král · f6 bílý střelec · f5 bílý střelec | h8 černý král · f7 bílý král · f6 bílý střelec · f5 bílý střelec | h8 černý král · f7 bílý král · f6 bílý střelec · f5 bílý střelec | h8 černý král · f7 bílý král · f6 bílý střelec · f5 bílý střelec | h8 černý král · f7 bílý král · f6 bílý střelec · f5 bílý střelec | 5 |
| 4 | h8 černý král · f7 bílý král · f6 bílý střelec · f5 bílý střelec | h8 černý král · f7 bílý král · f6 bílý střelec · f5 bílý střelec | h8 černý král · f7 bílý král · f6 bílý střelec · f5 bílý střelec | h8 černý král · f7 bílý král · f6 bílý střelec · f5 bílý střelec | h8 černý král · f7 bílý král · f6 bílý střelec · f5 bílý střelec | h8 černý král · f7 bílý král · f6 bílý střelec · f5 bílý střelec | h8 černý král · f7 bílý král · f6 bílý střelec · f5 bílý střelec | h8 černý král · f7 bílý král · f6 bílý střelec · f5 bílý střelec | 4 |
| 3 | h8 černý král · f7 bílý král · f6 bílý střelec · f5 bílý střelec | h8 černý král · f7 bílý král · f6 bílý střelec · f5 bílý střelec | h8 černý král · f7 bílý král · f6 bílý střelec · f5 bílý střelec | h8 černý král · f7 bílý král · f6 bílý střelec · f5 bílý střelec | h8 černý král · f7 bílý král · f6 bílý střelec · f5 bílý střelec | h8 černý král · f7 bílý král · f6 bílý střelec · f5 bílý střelec | h8 černý král · f7 bílý král · f6 bílý střelec · f5 bílý střelec | h8 černý král · f7 bílý král · f6 bílý střelec · f5 bílý střelec | 3 |
| 2 | h8 černý král · f7 bílý král · f6 bílý střelec · f5 bílý střelec | h8 černý král · f7 bílý král · f6 bílý střelec · f5 bílý střelec | h8 černý král · f7 bílý král · f6 bílý střelec · f5 bílý střelec | h8 černý král · f7 bílý král · f6 bílý střelec · f5 bílý střelec | h8 černý král · f7 bílý král · f6 bílý střelec · f5 bílý střelec | h8 černý král · f7 bílý král · f6 bílý střelec · f5 bílý střelec | h8 černý král · f7 bílý král · f6 bílý střelec · f5 bílý střelec | h8 černý král · f7 bílý král · f6 bílý střelec · f5 bílý střelec | 2 |
| 1 | h8 černý král · f7 bílý král · f6 bílý střelec · f5 bílý střelec | h8 černý král · f7 bílý král · f6 bílý střelec · f5 bílý střelec | h8 černý král · f7 bílý král · f6 bílý střelec · f5 bílý střelec | h8 černý král · f7 bílý král · f6 bílý střelec · f5 bílý střelec | h8 černý král · f7 bílý král · f6 bílý střelec · f5 bílý střelec | h8 černý král · f7 bílý král · f6 bílý střelec · f5 bílý střelec | h8 černý král · f7 bílý král · f6 bílý střelec · f5 bílý střelec | h8 černý král · f7 bílý král · f6 bílý střelec · f5 bílý střelec | 1 |
|   | a                                                                | b                                                                | c                                                                | d                                                                | e                                                                | f                                                                | g                                                                | h                                                                |   |

Mat nejslabšími figurami, které dokážou ještě mat vynutit, je mat střelcem a jezdcem. Je možný pouze v rohu té barvy, po které může střelec krále šachovat. Tento mat je potřeba natrénovat, protože jeho vynucení je obtížné.
Mat dvěma jezdci je možný pouze díky hrubé chybě soupeře, nelze ho vynutit. Situace, kdy na šachovnici kromě králů zbude jen dvojice jezdců, se tedy hodnotí jako remízová.